# フィンエアー

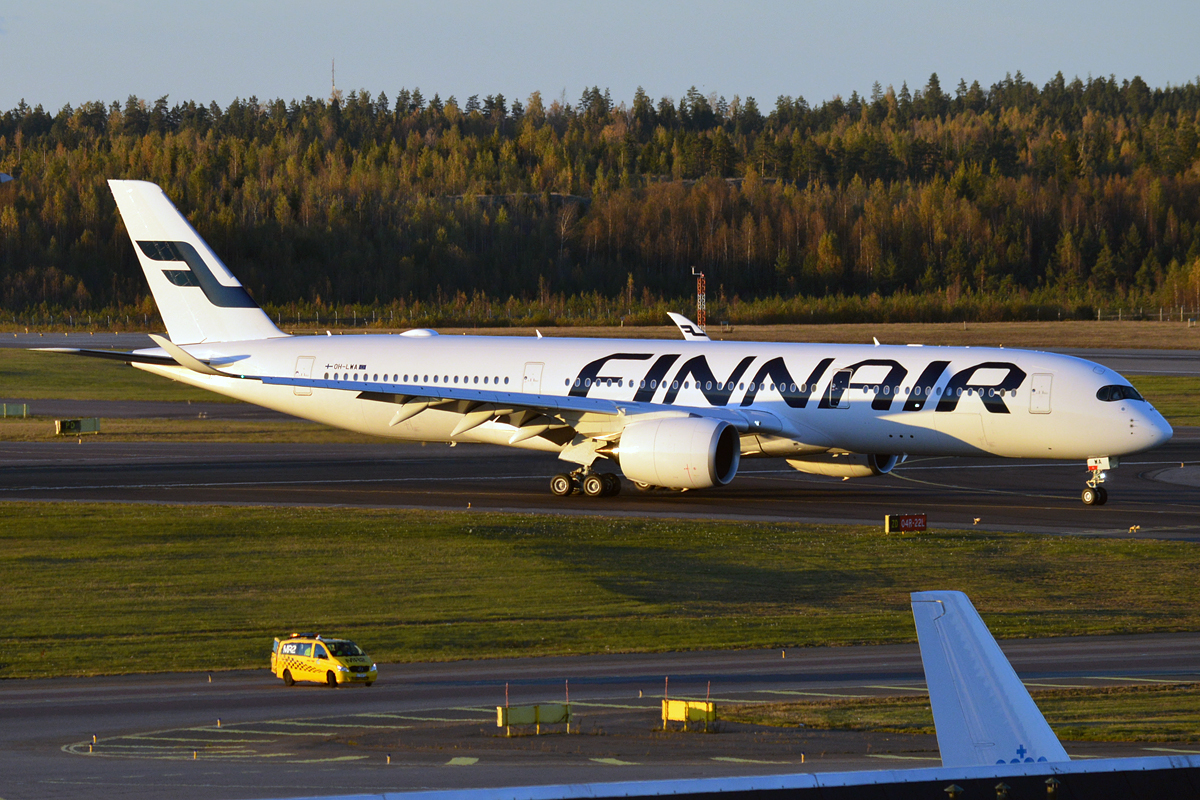
フィンエアーのエアバスA350-900型機

フィンエアー（英語: Finnair、フィンランド語: Finnair Oyj フィンナイル・オーウーイィー）は、フィンランドに本拠地を置く航空会社。フィンランドのフラッグ・キャリアである。

## 概要
フィンランドのヘルシンキ・ヴァンター国際空港を拠点にフィンランド国内、ヨーロッパ・アジア・北アメリカ・中東方面などへ路線を展開している。航空連合のワンワールドに加盟しており、路線網は国内線、国際線の合計で約100都市にわたる。
また、日本路線では東京（羽田・成田）、大阪、名古屋といった三大都市圏のみならず、福岡や札幌といった地方中枢都市にも就航しており、日本発着の欧州系エアラインの路線ではフィンエアーが一番便数が多く、ネットワークは最大規模である。2024年現在、COVID-19やウクライナ紛争などの影響により、東京・大阪以外の路線は全て運休となっていたが、2024年5月31日より、名古屋発着の路線が再開された。それ以外の路線は引き続き運休となる。
航空券の座席予約システム（CRS）は、アマデウスITグループが運営するアマデウスを利用している。

## 歴史

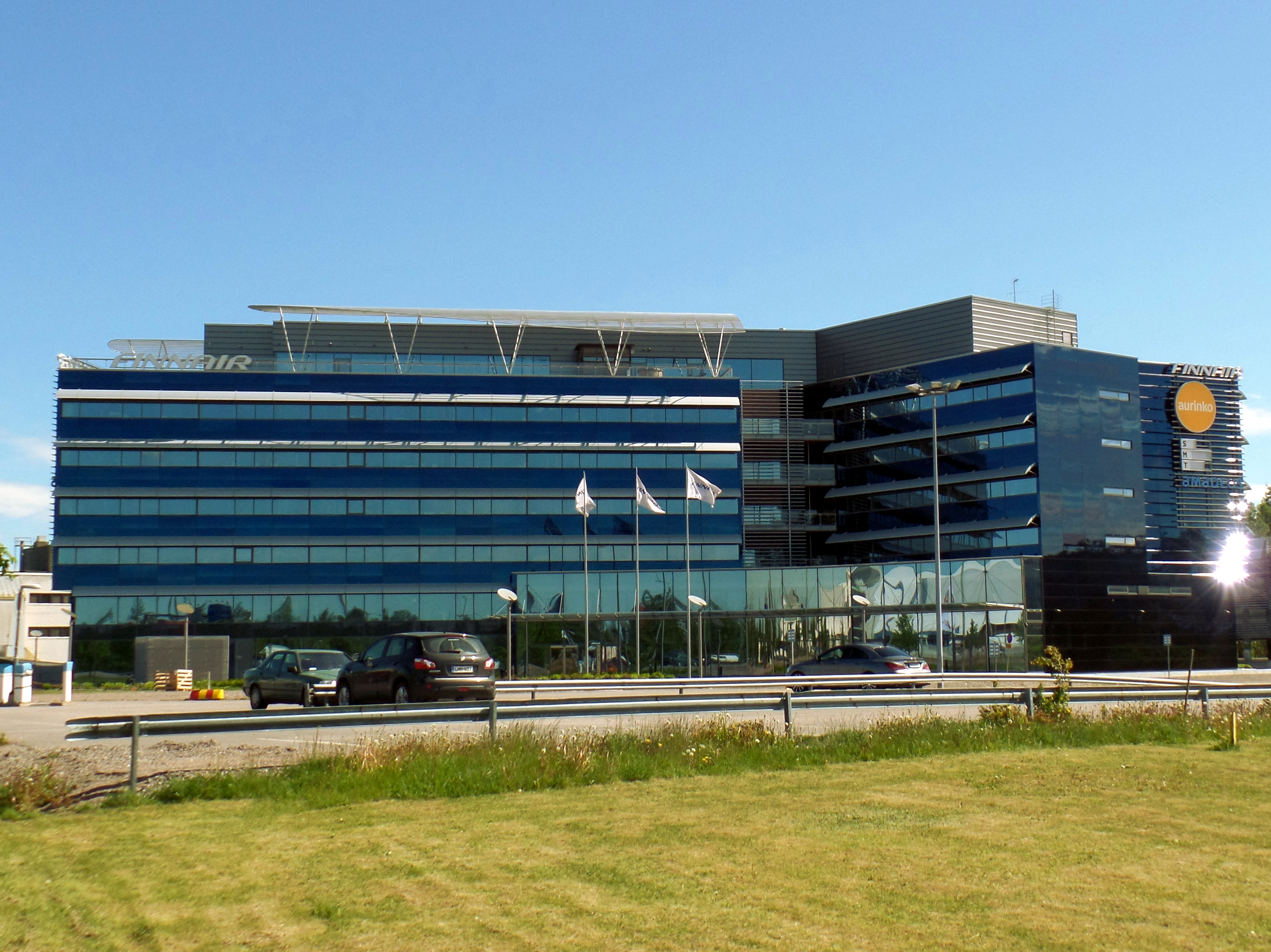
フィンエアーの本社, House of Travel and Transportation (HOTT)

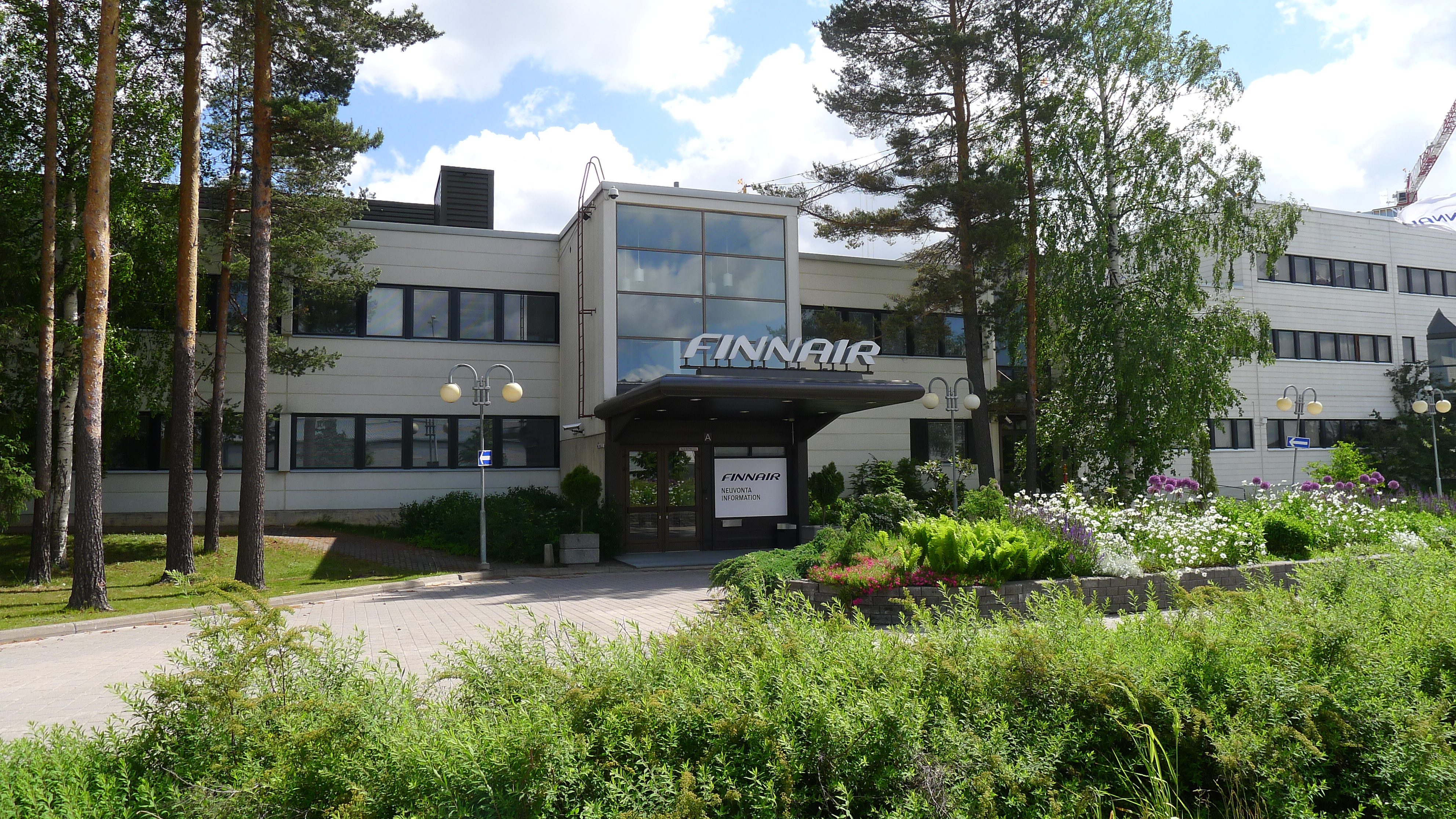
フィンエアーの旧本社

### 1923年〜
- 1923年11月1日 第一次世界大戦後、フィンエアーの前身『アエロ・オイ（Aero O/Y）[注釈 1]』が、民間航空会社として設立。創業者社長のブルーノ・オットー・ルキャンダー（フィンランド語版）により、水上フロートも付けられるドイツ製ユンカース F.13（第1号機・製造番号：700、機体記号：D-335/K-SALA）の導入を決定。機材と操縦士およびサポートの引き換えに、ドイツのユンカース社に自社株式の50%を譲渡する。
- 1997年 路線の全席禁煙化を進め、3月30日の段階で、喫煙席が残されたのは日本路線のみとなった。ヘルシンキ・ヴァンター国際空港の貨物ターミナルで、カーゴセンターを拡張。北欧最大規模となる広さ16万7千m2（約5万1,000坪）という規模で、近年の貨物取扱量の増大に対応した。
- 1999年 世界規模の航空連合、『ワンワールド』へ正式加盟する。

### 2000年〜2010年代
- 2007年3月8日 エアバス社の次世代新型機エアバスA350-900（A350XWB）を、世界の航空会社で初めて確定発注し、エアバスA350 XWBのローンチカスタマーとなる[5]。ロールス・ロイス トレントの新世代エンジンである、トレントXWBエンジンが搭載される。
- 2008年6月2日 韓国・ソウル線を運航開始。

### 2010年〜
- 2010年4月 アイスランドのエイヤフィヤトラヨークトルでの火山活動における火山灰の影響で、ヨーロッパの空域の大部分が領空封鎖、および部分封鎖された。フィンランドも領空が封鎖され、フィンエアーの定期便も欠航を余儀なくされた。ヨーロッパの空域内での航空便だけでなく、地域外からヨーロッパへ、またはヨーロッパから地域外への、多くの航空便が欠航に追い込まれ、ヨーロッパ各地の鉄道やフェリーも大混乱した。
- 2010年 イギリスに拠点を置く航空サービス調査会社スカイトラックス(Skytrax)による「2010ワールド・エアライン・アワード(2010 World Airline Awards)」において、「北欧のベストエアライン」に選出される。
- 2011年 機体塗装、機内内装、企業ロゴ、ユニフォーム、サービスエリアなど、約1,000万ユーロの費用を投じ、コーポレートアイデンティティリニューアルを実施。
- 2011年3月11日 東北地方太平洋沖地震とそれに伴う大津波、および、その後の余震により引き起こされた大規模地震災害である『東日本大震災』が発生。一時、全ての日本路線の運航を見合わせた。数日間は名古屋経由で運航していたが、徐々に日本路線の運航を正常化し、3月26日から東京線の直行便を再開した。
- 2011年7月19日 ヘルシンキ＝アムステルダム間で、バイオ燃料を使用した長距離フライトを実施。距離は約1,600km（994マイル）で、商業運航としては世界最長となる。
- 2013年 会社創業90周年を迎える。
- 2013年1月 航空会社の安全性を調査・発表するドイツのJACDEC（英語版）（Jet Airliner Crash Data Evaluation Centre）による、2012年の世界の航空会社の安全度ランキングが発表され、フィンエアーは「JACDEC SAFETY RANKING 2012」で『Index 0,005』の評価を得て、世界で最も安全な航空会社と評価された[6]。
- 2013年3月7日 アメリカン航空、ブリティッシュ・エアウェイズ、イベリア航空が2010年10月からスタートした、大西洋路線の共同事業（ジョイントベンチャー）に参画する意向を発表。フィンエアーが運航するヘルシンキ＝ニューヨーク線の他に、3社の便名をつけるほか、フィンエアーは、3社が運航する大西洋路線に「AY」便名を付け、運航を行う[7]。
- 2014年10月23日 フィンランド共和国の有名デザインブランド「マリメッコ」と連携した新たな特別塗装機「ウニッコ」を発表。A330型機に塗装される。マリメッコとのコラボレーションは機内で使用されるブランケットなどにも取り入れられている。
- 2015年10月7日、欧州の航空会社として初めてA350 XWBを受領[8]

## 運航形態

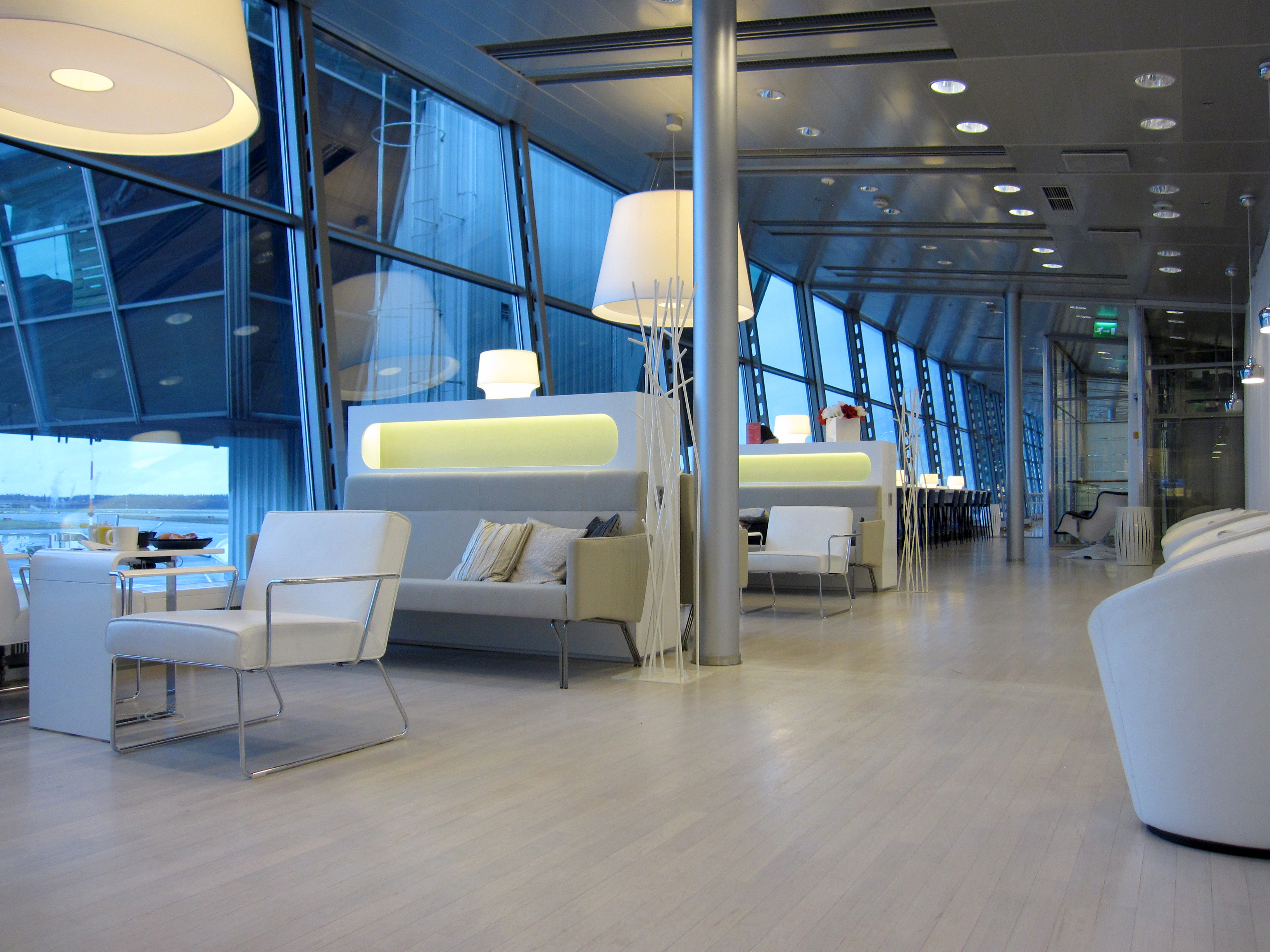
フィンエアー・ラウンジ

2009年より始まったヘルシンキ・ヴァンター国際空港のリニューアルにより、さらにトランジット効率を主眼とした国際空港になり、旅客の利便性も向上した。国際線ラウンジもリニューアルされ、フィンエアー・ラウンジ（Finnair Lounge）や、ターミナル全体で無料Wi-Fi接続サービスも始まった。2009年12月にオープンしたフィンエアー・スパ＆サウナ（Finnair Spa & Saunas）は、ビジネスクラス利用者や、フィンエアープラスプラチナおよびゴールド会員、ワンワールドエメラルド、サファイア会員は無料で利用できるが、その他の乗客も有料で利用可能である。
新しいヘルシンキ・ヴァンター国際空港の旅客ターミナルでは、ヨーロッパの主要空港と比較して乗り継ぎ時間が短くなり、国際線の出発ゲートも、ターミナル1がヨーロッパ各都市への出発便に集約され、ターミナル2が、シェンゲン協定非加盟国のアジア・アメリカ合衆国・イギリス・アイルランド、ロシア等の路線専用出発ゲートとなっている。

## 機内サービス

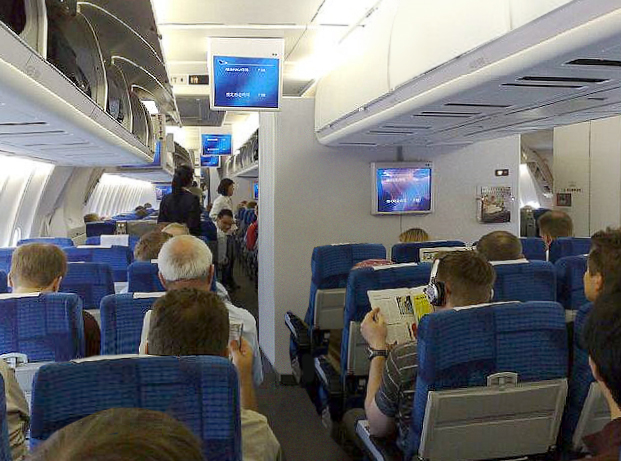
MD-11のエコノミークラス（2008年）

機内クラス編成は、ビジネスクラス（Business Class）・コンフォートクラス（Comfort Class）・エコノミークラス（Economy Class）の3クラス制。ビジネスクラスはフィンランドを代表するブランド「イッタラ」や「アラビア」、「マリメッコ」の食器を使用している。また、日本人客室乗務員も在籍しており、基本的に各便2・3名乗務している。コンフォートクラスは、ヨーロッパ域内発着の長距離レジャー便（AY1000便番台となるフライト）のみの設定となる。
長距離国際線、および長距離レジャー路線では、機体年齢の新しいエアバスA330-300より、人間工学に基づいたゾディアック（Zodiac Seats UK）製の、次世代ライフラットおよびフルフラットシート座席が順次装備され、2014年秋までに全て完了する予定である。ゾディアックは、エアバスの次世代機のエアバスA350 XWBの座席も開発している。
長距離レジャー便では、クオリティー・エコノミークラスとデラックス・コンフォートクラスから、座席が選択可能となっている。コンフォートクラスの場合は、座席と足元にスペースが確保されている。レジャー便では付加サービスがあり、特定の座席の予約や、プレミアムミール（有料）等が注文可能となっている。スキーなどのスポーツ器具や、超過手荷物の輸送料を事前に支払いを行えるサービスを出発便の30日前から受け付けている。
ヨーロッパ便では、フィンランド語と外国語の新聞と雑誌を、ビジネスクラスのすべての乗客に提供している。 エコノミークラスとビジネスクラスがある長距離便では、エコノミークラスの乗客は、International Herald Tribune紙、またはIlta-Sanomat紙を、3ユーロで購入出来る。国際線では、エコノミークラスとビジネスクラスの両方の乗客に、新聞と雑誌を無料で提供している。

### 機内エンターテイメント

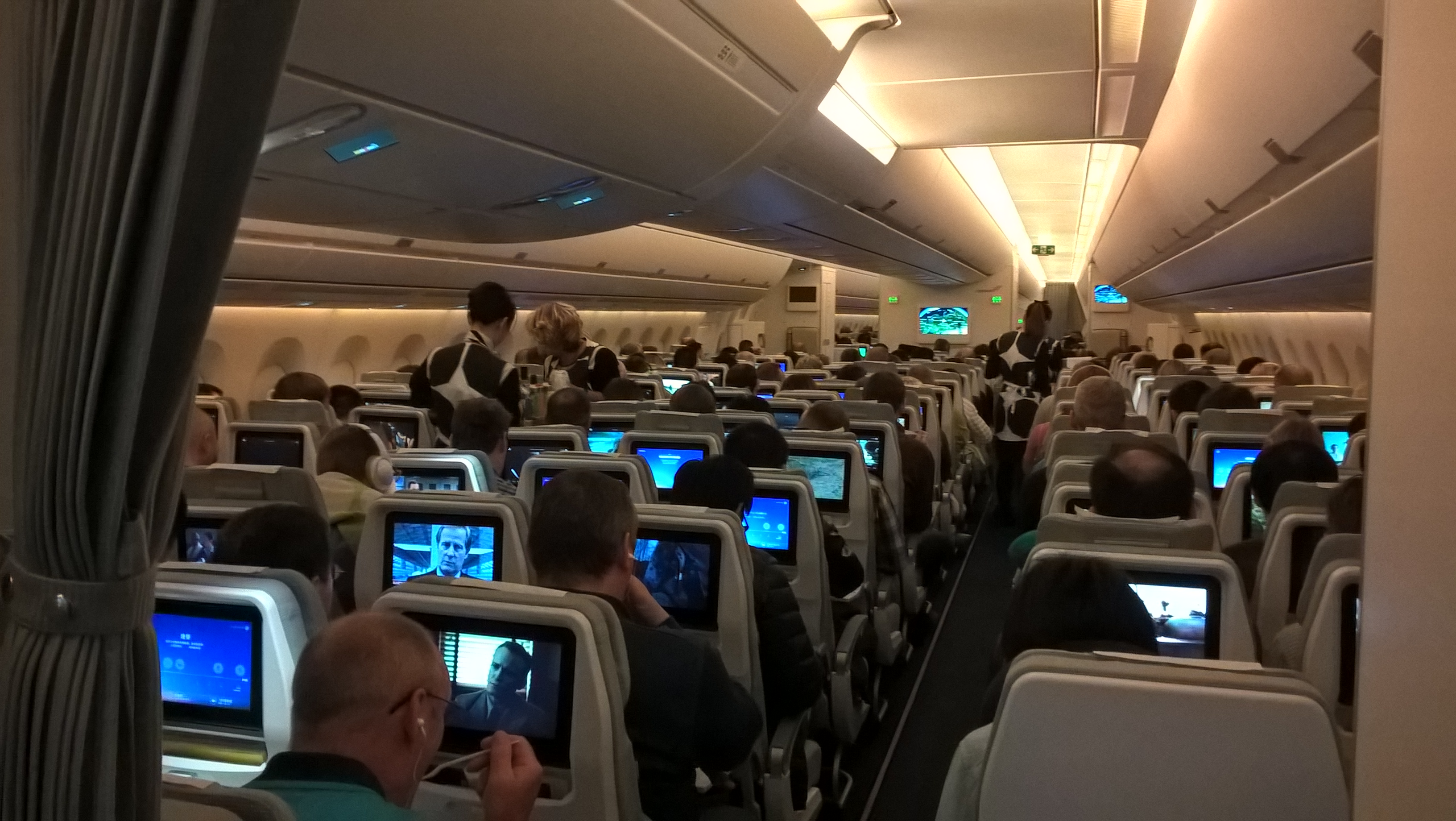
A350 XWBのエコノミークラス（2016年）

すべてのエアバスA330-300とエアバスA340-300では、エコノミークラスやビジネスクラスを問わず、各座席にパーソナルエンターテインメントシステムとスクリーンが装備されており、パーソナルエンターテインメントシステムで、衛星電話、映画、ゲーム、テレビ番組、音楽チャンネル、音楽アルバムが利用出来る。ただし、他社と同じくアナウンス中は使用できない。
音楽サービスでは、オリジナルのプレイリストを作成することも可能で、ラップトップコンピューターやミュージックプレーヤー用の電源も利用出来る。ただし、一部のレジャー便（AY1000便番台）では5〜8ユーロのエンターテインメント料金が必要となる。
機内では、座席にある衛星電話を使って地上のネットワークにテキストメッセージやショートEメールを送信する事も可能。地上から送られた返信メッセージを機内で受け取る事も可能で、この場合、1メッセージにつき1USドルの料金がかかる。

### 機内食
長距離国際線のビジネスクラスでは、前菜、スープ、メインコース（3種類から選択）、チーズ、デザートとフルーツによるコースメニューが提供される。また、手短に食事を済ませることのできるエキスプレスミールサービスも用意されている。エアバスA340-300およびエアバスA330-300では、ビジネスクラスのメインエントランスに専用のスナックバーも設けてあり、ビジネスクラスの乗客は、ここで軽食や飲み物を自由に選ぶ事が出来る。また、「Wellness and Energy」（ヘルシーな食材を使ったメニュー。アジアの香味料や食材が比較的多く使われている）、「Food Lover's Treat」（ブラットヴルストやシチュー）、「Chef's Gourmet」（トナカイのテンダーロインなどの料理が中心）の、3種から1つを選び、事前に予約する事が出来る。
エコノミークラスの乗客は、サラダ、メインコース、チーズ、デザートなどが基本となっている。また、ほぼすべての長距離路線で、着陸前に温かい軽食も提供される。ヘルシンキ―日本（成田・中部・関西）路線では夕食メニューに「メバルの煮付け」登場するなど北欧の航空会社らしからぬ趣向を凝らした献立が存在する為、日本人旅客のフィンエアー機内食に対する評価は高い。その他にも、軽食を機内でいつでも購入する事が出来る。日本、中国、韓国、インド、シンガポール便などのエコノミークラスでは、さまざまな種類の飲み物が用意され、ソフトドリンク、ジュース、ミネラルウォーター、ビール、白ワイン、赤ワインは無料で提供され、その他のアルコール類は有料となっている。

### 機内誌
機内誌は『Blue Wings』 である。インターネット上でデジタル形式でも閲覧が可能となっている。

## 保有機材
フィンエアーは、ヨーロッパの航空会社として初めてエアバスA350 XWBを運航した航空会社となった。
当初の機体塗装は白地に青色のラインと『FINNAIR』の文字、尾翼にフィンランドの国旗というパターンだったが、2000年代頃からラインが廃止され尾翼には『F』を図案化した会社のロゴマークに変更されている。
2023年5月、同年10月からA330-300型機2機を4年カンタス航空へリースすることを発表。1機目が23年10月からシンガポール/シドニー線で、2機目が2024年夏季からバンコク/シドニー線で運用要員込みでウェットリースされ、2025年後半からは機体のみドライリースへ移行する予定でカンタスは747退役とコロナ収束による供給量不足、フィンエアはロシア迂回によるコスト削減のための機体､人員リソース活用で同じアライアンス内で合意したとみられる。

### リスト
| 機種              | 保有数 | 発注数 | 座席数 | 座席数 | 座席数 | 座席数 | 備考                                               |
| 機種              | 保有数 | 発注数 | J      | W      | Y      | 合計   | 備考                                               |
| ----------------- | ------ | ------ | ------ | ------ | ------ | ------ | -------------------------------------------------- |
| エアバスA319-100  | 5      | -      | -      | -      | 144    | 144    |                                                    |
| エアバスA320-200  | 10     | -      | -      | -      | 174    | 174    |                                                    |
| エアバスA321-200  | 15     | -      | -      | -      | 209    | 209    |                                                    |
| エアバスA330-300  | 8      | -      | 28     | 21     | 230    | 279    | 内2機2023年からカンタス航空リース中                |
| エアバスA350-900  | 17     | 2      | 43     | 24     | 211    | 278    |                                                    |
| エアバスA350-900  | 17     | 2      | 30     | 26     | 265    | 321    |                                                    |
| ATR 72-500        | 12     | -      | -      | -      | 68     | 68     | ノルディック・リージョナル・エアラインズによる運航 |
| ATR 72-500        | 12     | -      | -      | -      | 72     | 72     | ノルディック・リージョナル・エアラインズによる運航 |
| エンブラエル E190 | 12     | -      | -      | -      | 100    | 100    | ノルディック・リージョナル・エアラインズによる運航 |
| 合計              | 79     | 2      |        |        |        |        |                                                    |

### ギャラリー

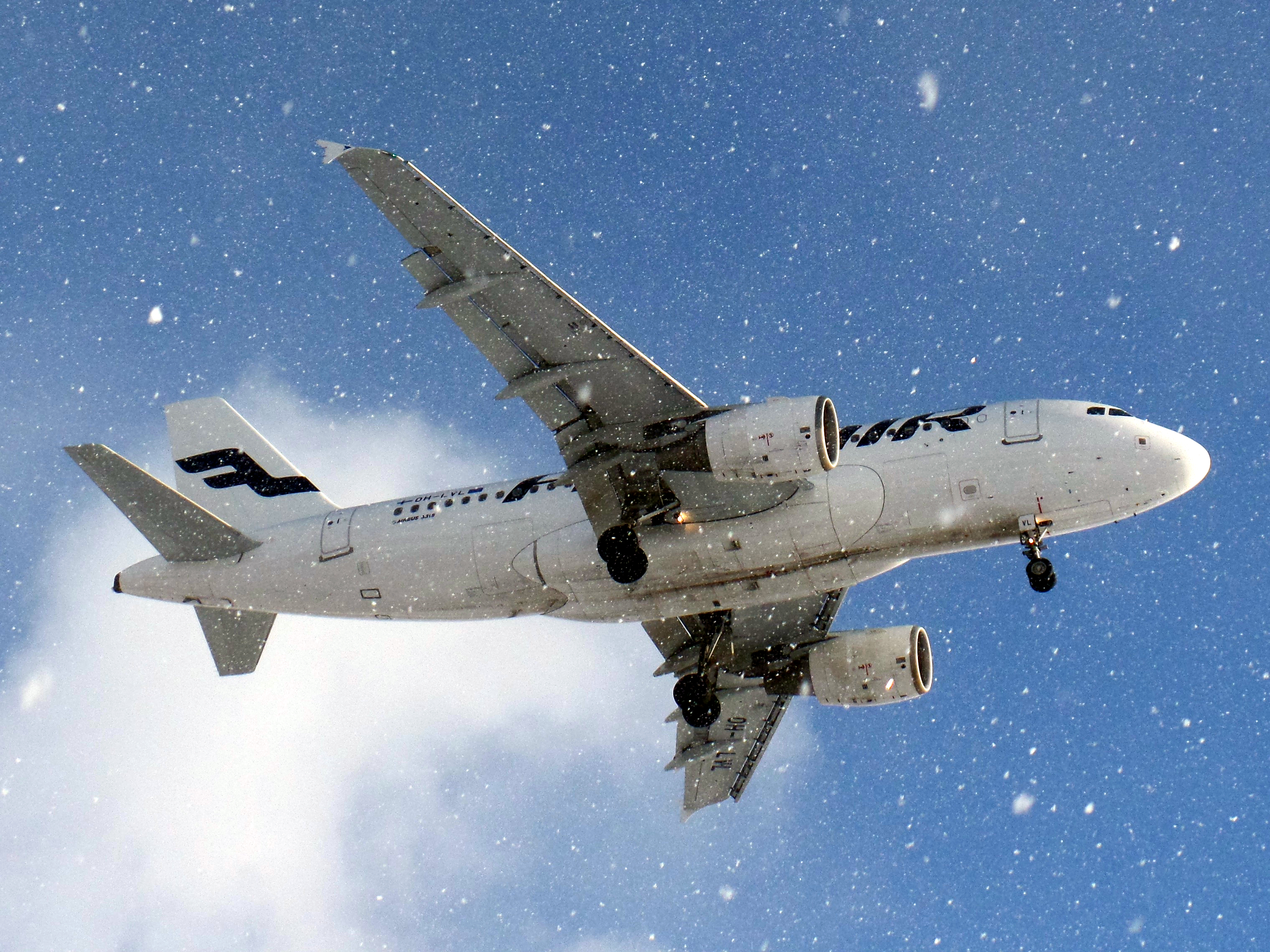
エアバスA319-100
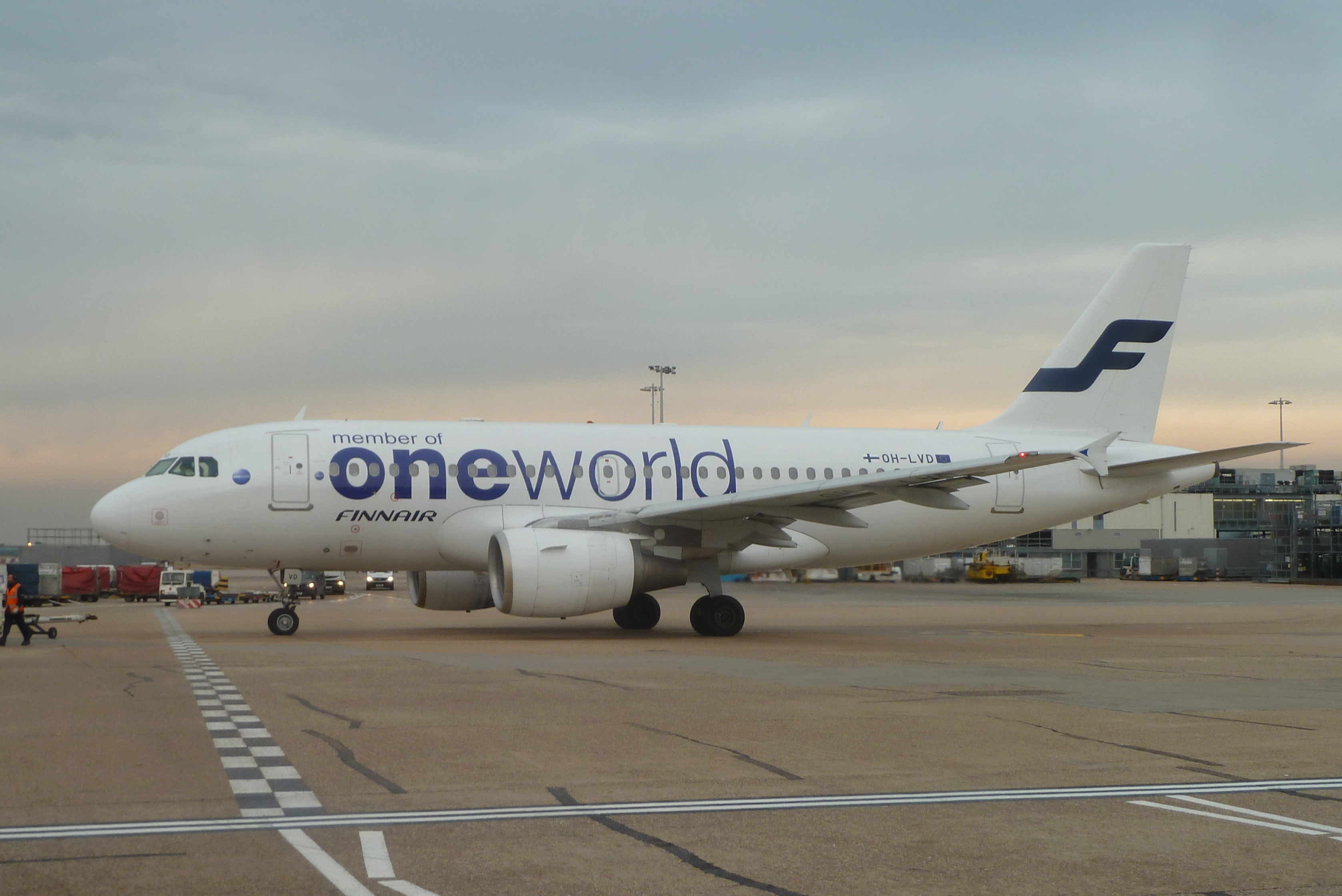
エアバスA319-100（ワンワールド塗装）
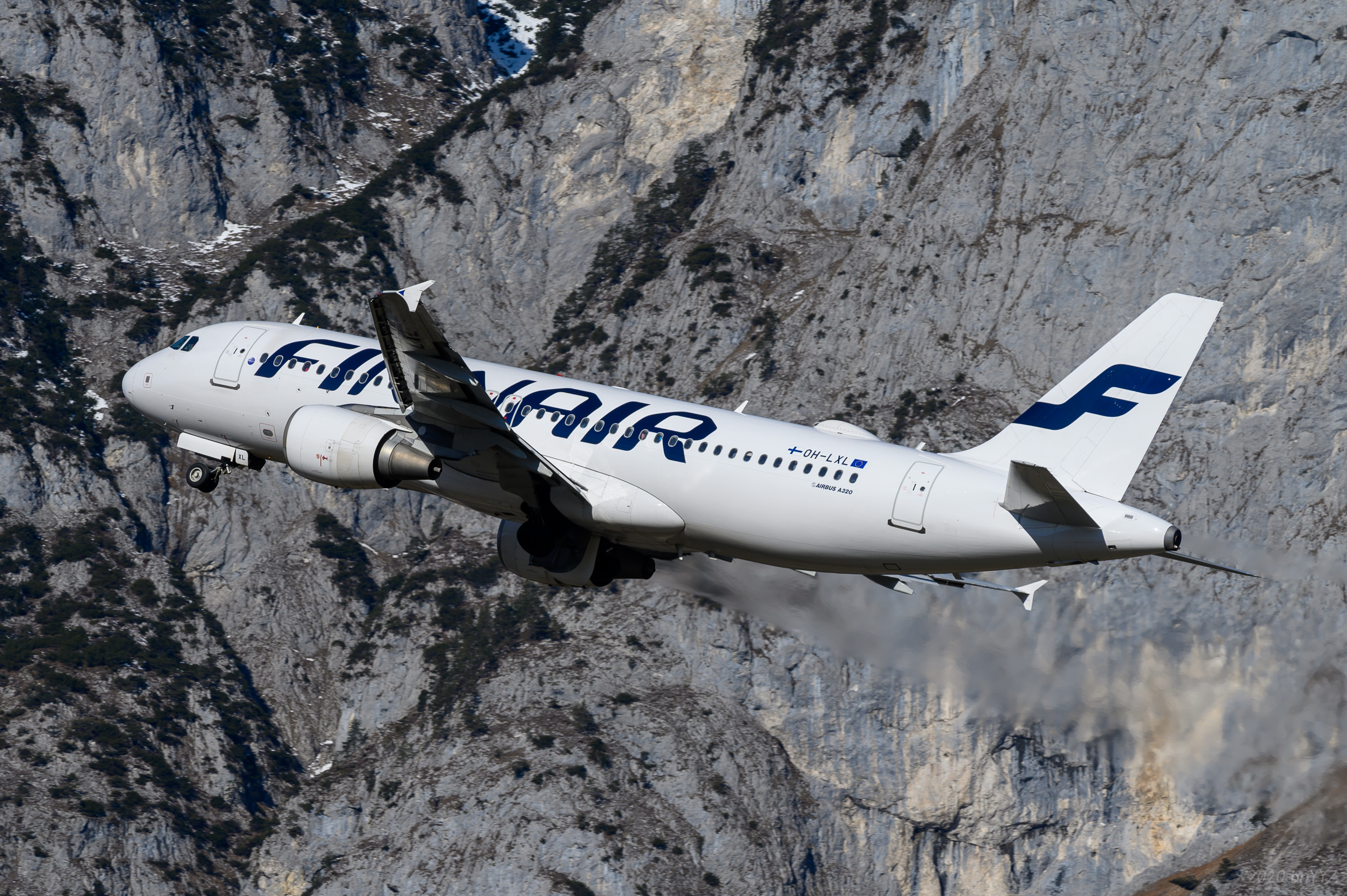
エアバスA320-200
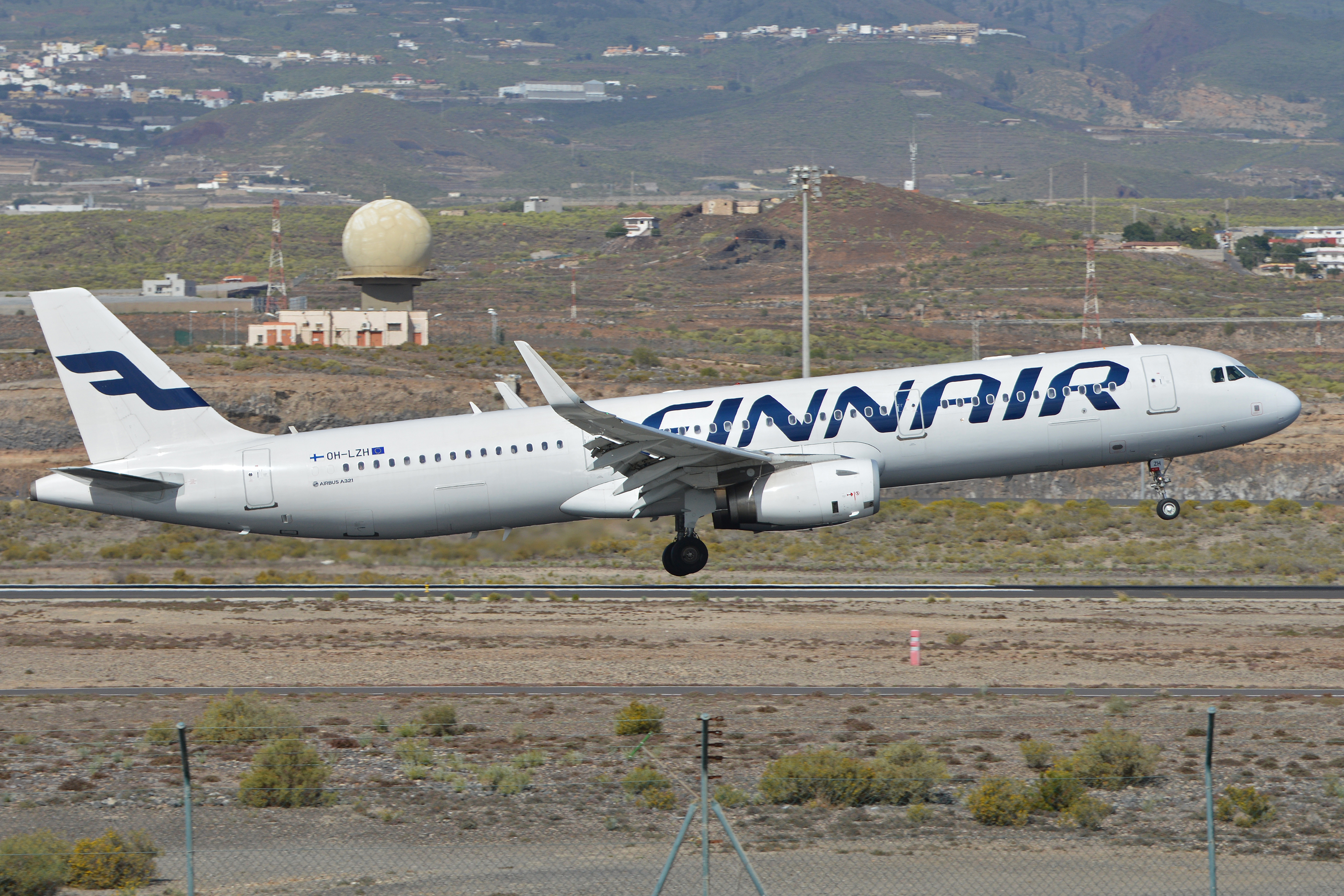
エアバスA321-200
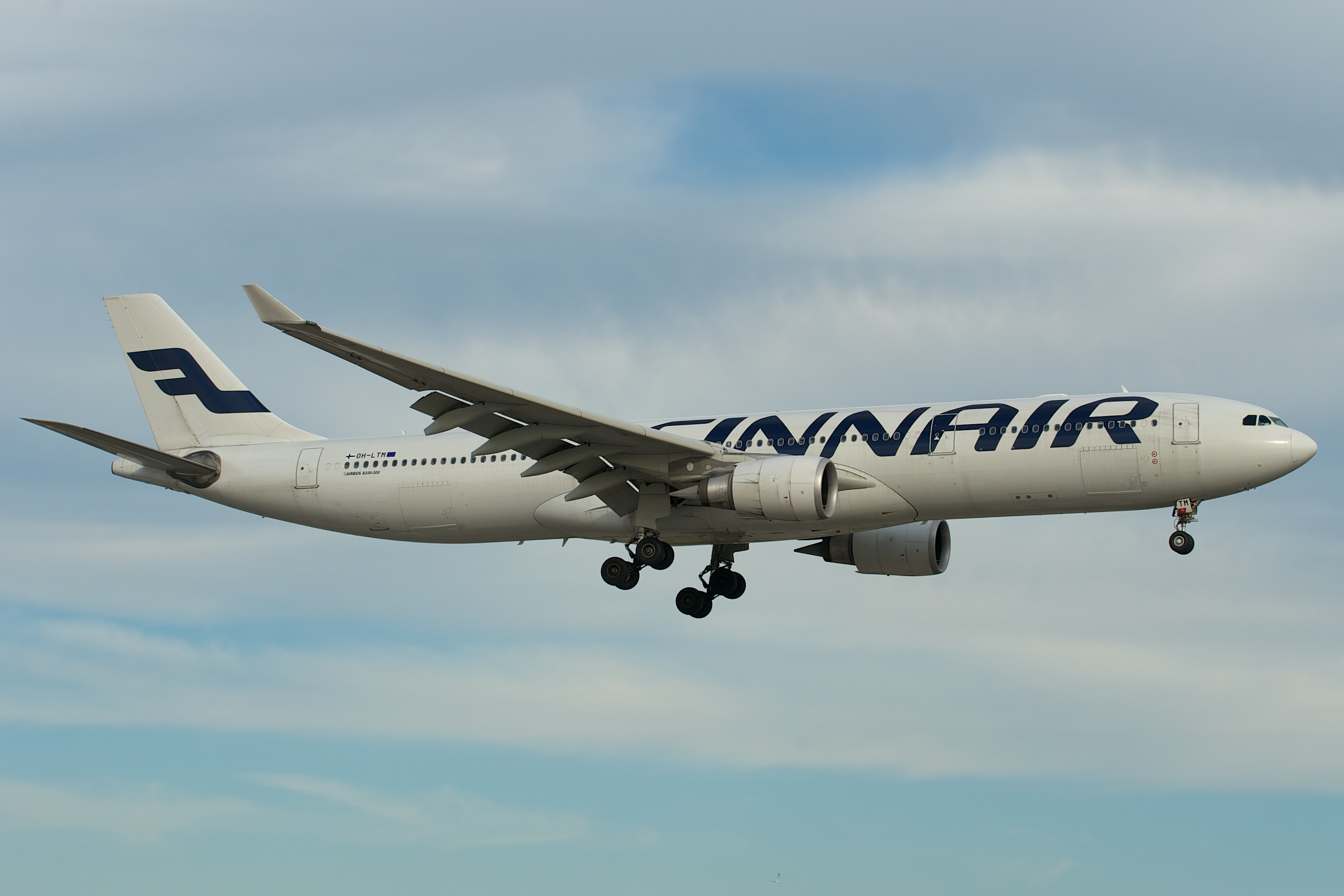
エアバスA330-300
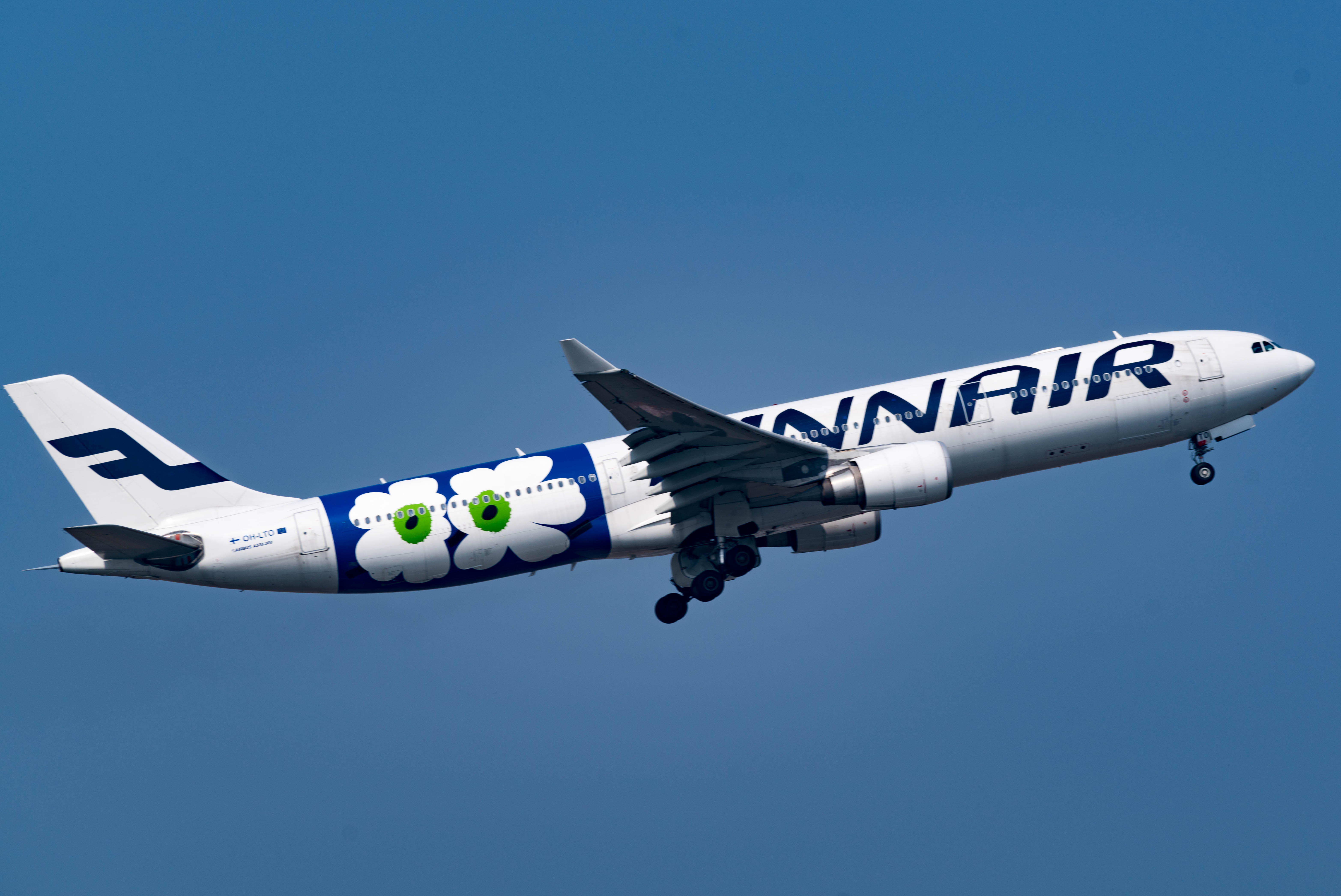
エアバスA330-300（マリメッコ ウニッコ特別塗装）
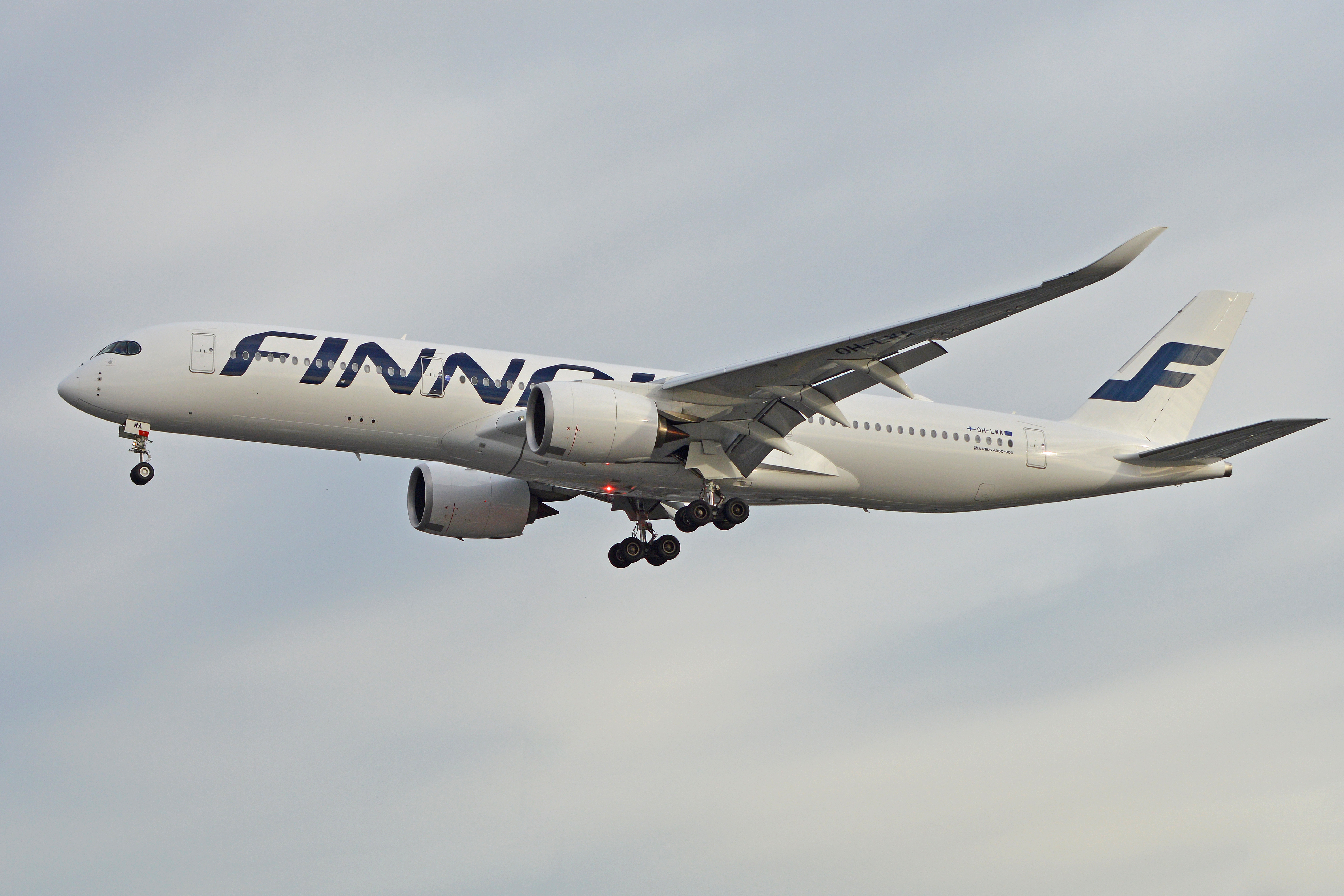
エアバスA350-900
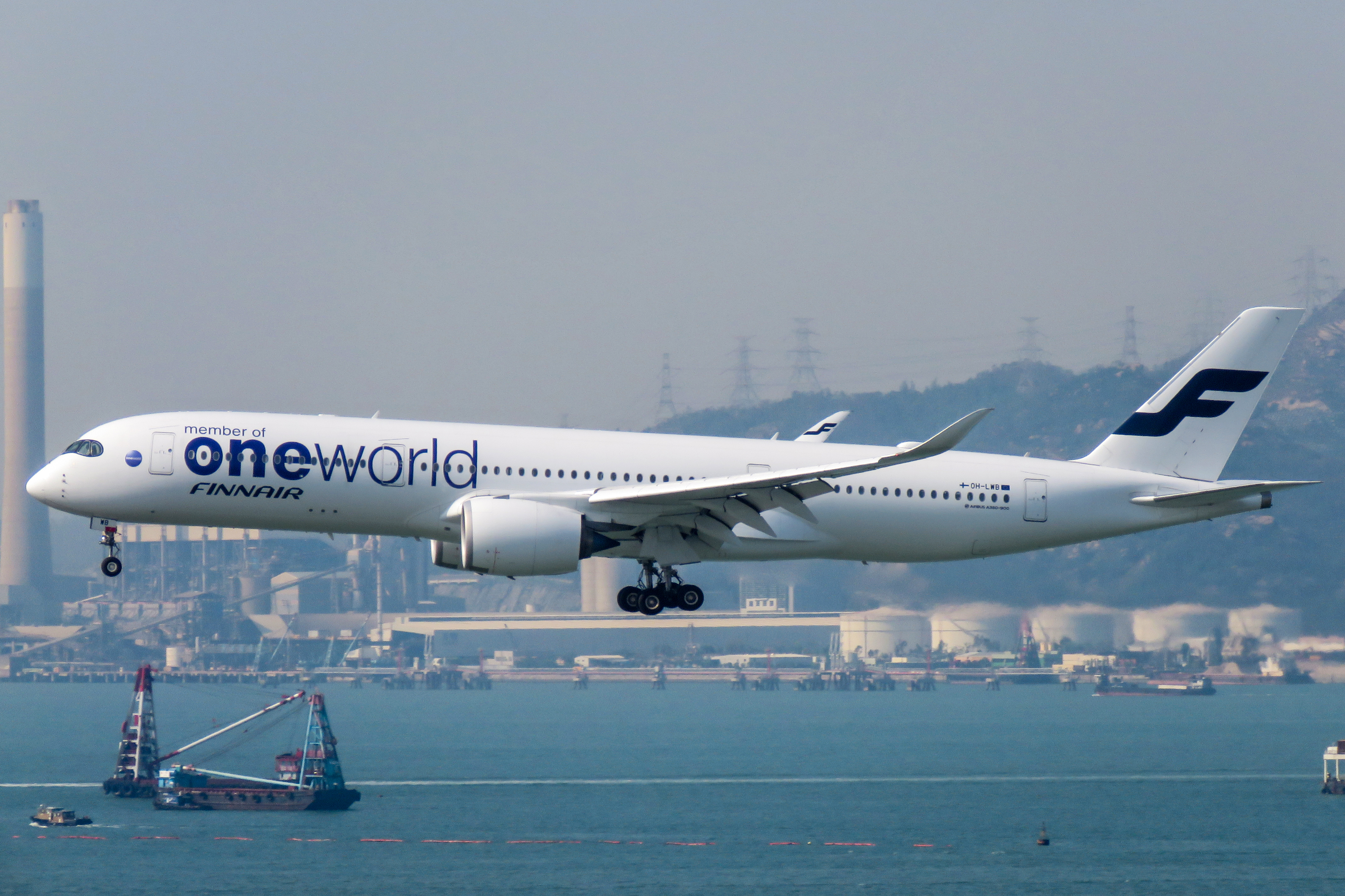
エアバスA350-900（ワンワールド塗装）
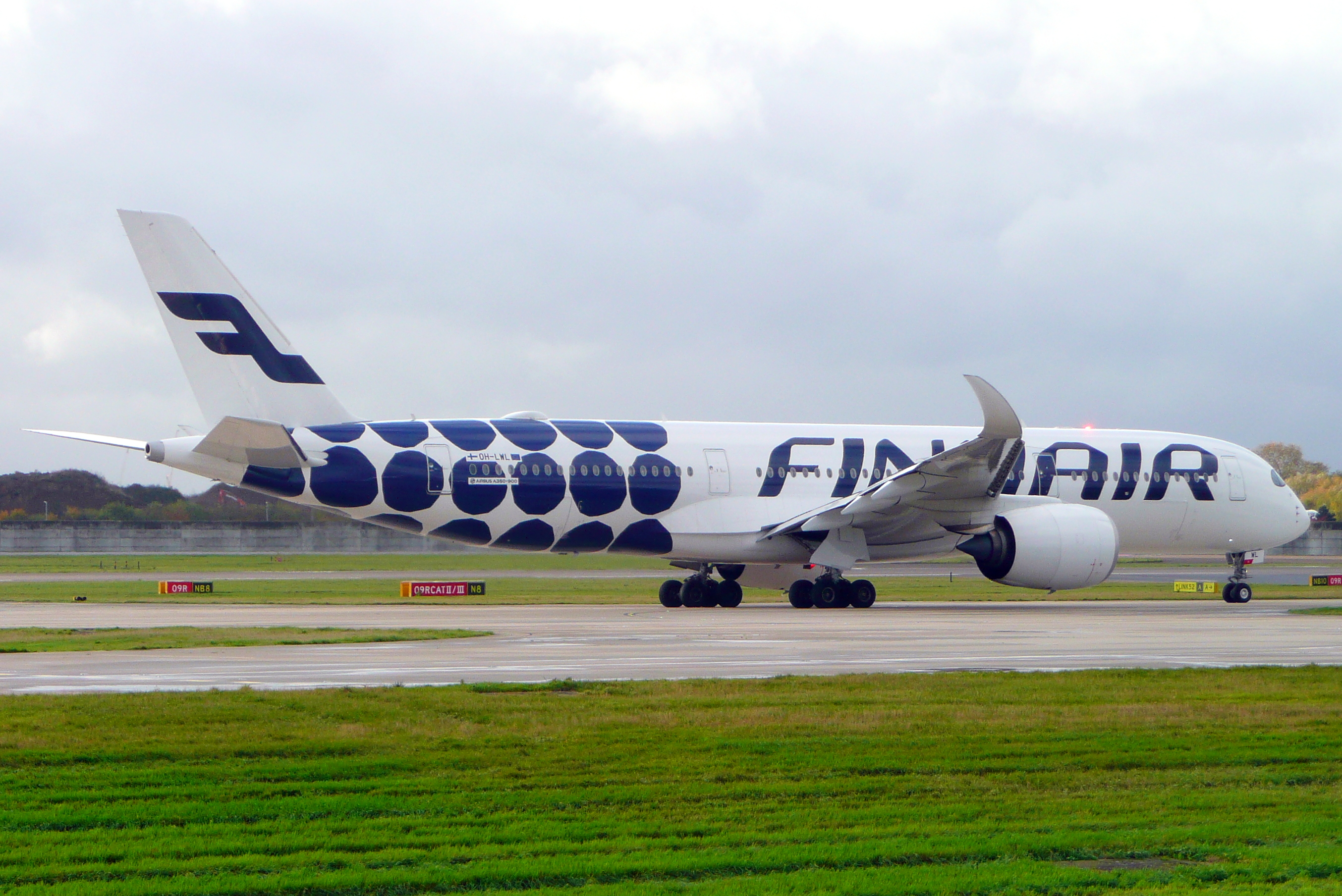
エアバスA350-900（マリメッコ キヴェット特別塗装）
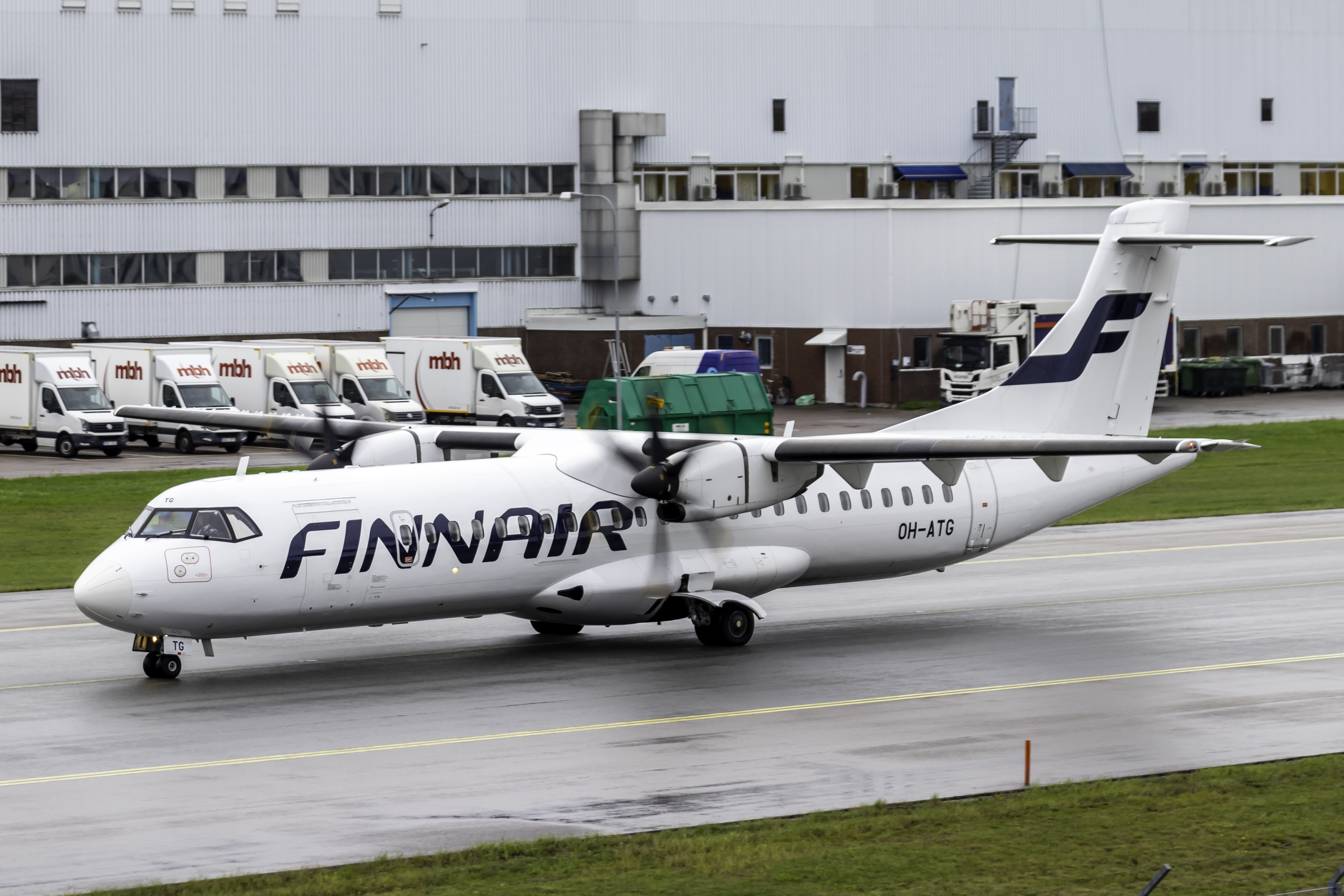
ATR 72-500
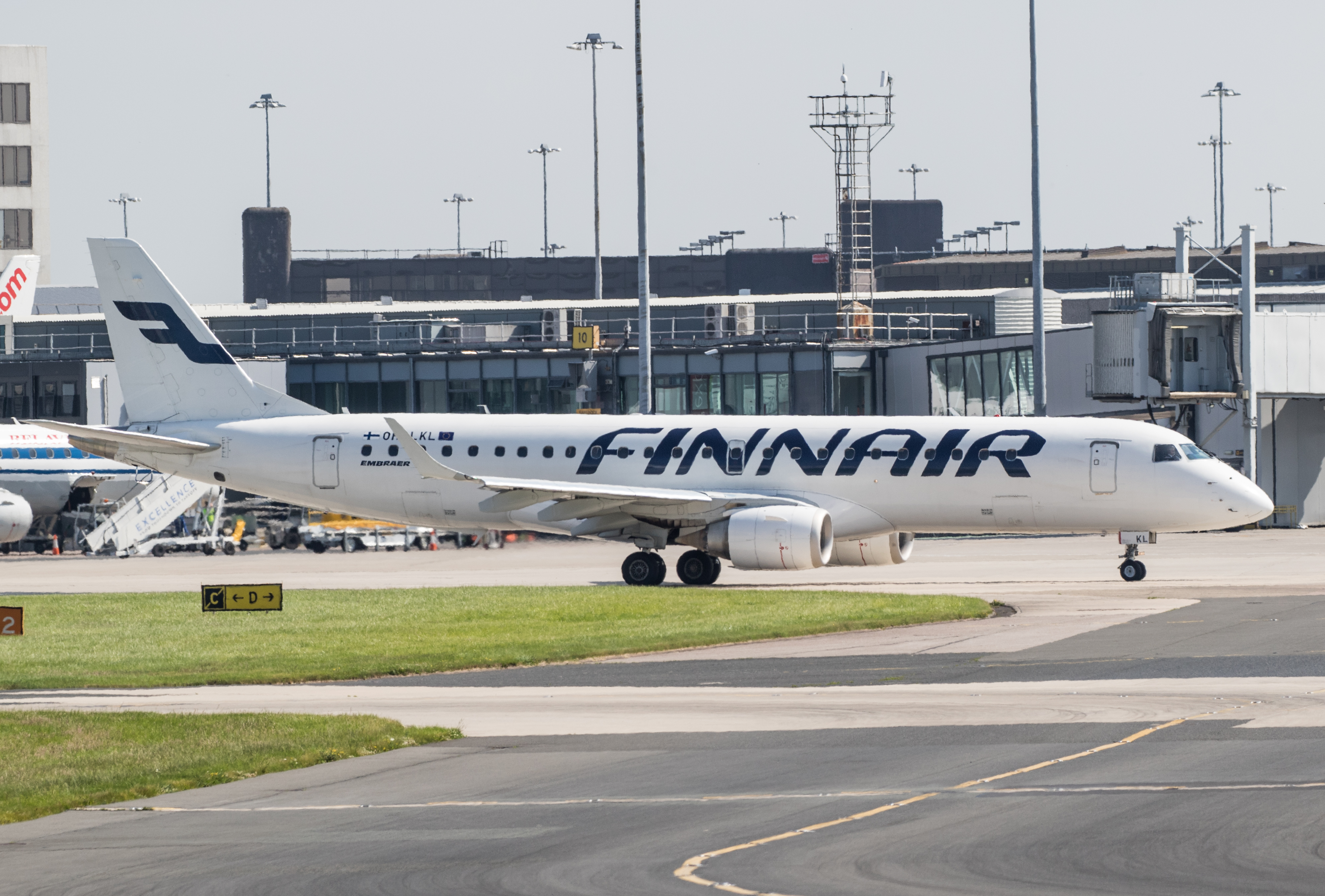
エンブラエル 190
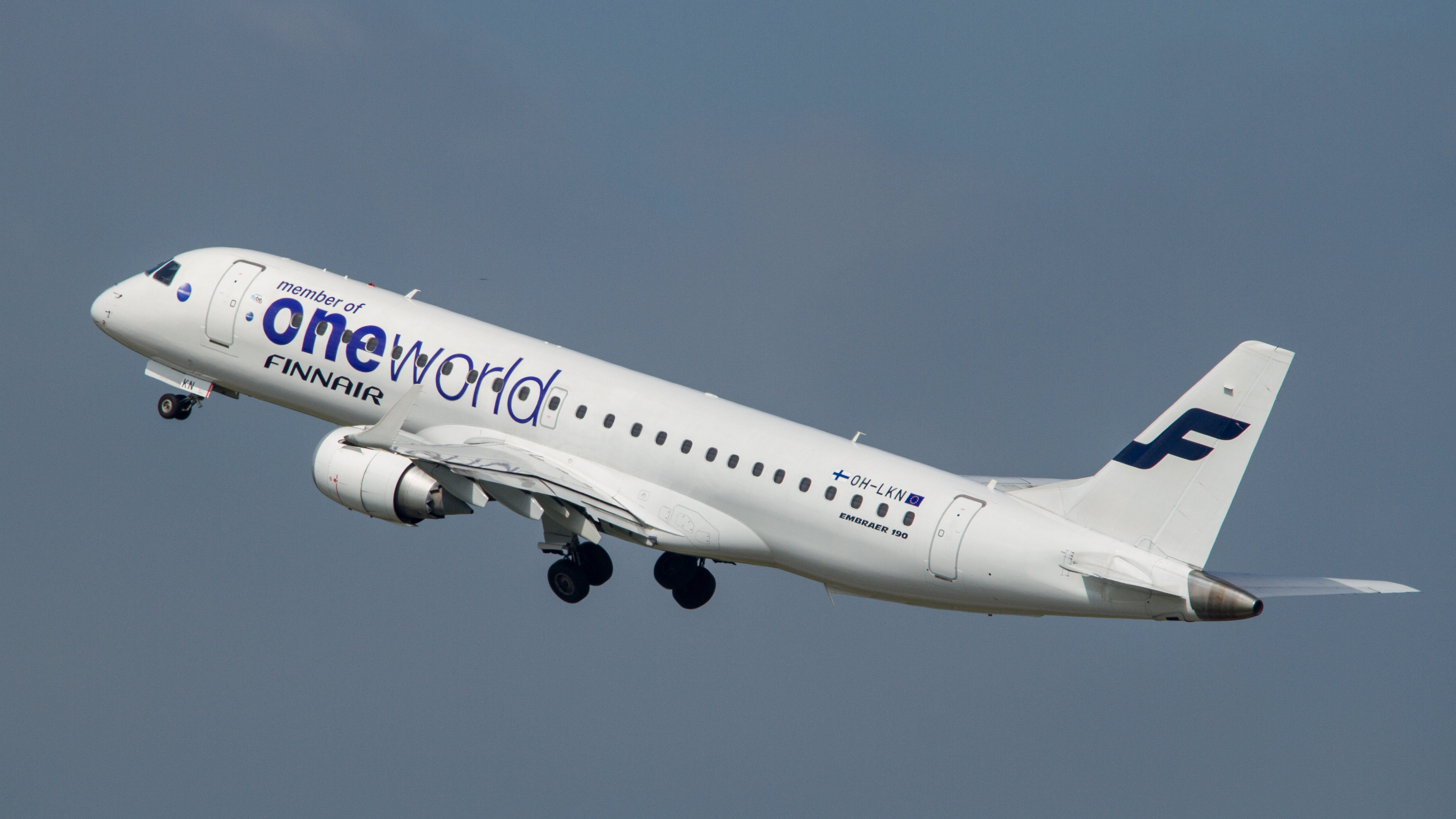
エンブラエル 190（ワンワールド塗装）

### 退役機材
フィンエアーから、子会社のノルディック・リージョナル・エアラインズ（NORRA）、ノルディック・グローバル航空に移管された機材も含まれる。

### 退役機材リスト
- ユンカース F.13（1924 - 1935）
- ユンカース G.24（英語版）（1926 - 1935）
- ユンカース Ju 52/3m（1932 - 1949）
- デ・ハビランド DH.89 ドラゴン・ラピード（1937 - 1947）
- ダグラス DC-2（1941 - 1948）
- ダグラス DC-3（1943 - 1969）
- コンベア340／コンベア440（1953–1980）
- ダグラス DC-6（1953 - 1965）
- カラベル IA（1960 - 1961）
- カラベル III（1961 - 1964）
- カラベル VI-R（1963 - 1964）
- カラベル 10B3（1964 - 1983）
- ダグラス DC-8（1969 - 1985）
- ダグラス DC-9（1971 - 2003）
- マクドネル・ダグラス DC-10（1975 - 1996）
- フォッカー F27（1980 - 1987）
- マクドネル・ダグラス DC-10-30ER（1981 - 1996）[31]
- マクドネル・ダグラス MD-80（1983 - 2006）
- ATR 42（1986 – 1990）・NORRAへ移管
- エアバス A300（1986 - 2004）
- ボーイング 737（1989 - 1995）
- ATR 72（1989 - 2004）・NORRAへ移管
- マクドネル・ダグラス MD-11（1990 - 2010）
- サーブ 340（1995 - 1998）
- ボーイング 757 （1997 - 2014）
- エンブラエル 170（2005 - 2012）・NORRAへ移管
- エアバス A340-300
- ボーイング MD-11F（2010 - 2011）・ノルディック・グローバル航空ヘ移管

### 退役機材画像
- ユンカース F.13（機体記号・K-SALD）
- フォッカー F27
- コンベア440
- シュド・カラベル 10B3
- ATR 72（機体記号・OH-KRL）
- ボーイング 757-200（機体記号・OH-LBU）
- ダグラス DC-3
- ダグラス DC-8-62
- ダグラス DC-9
- マクドネル・ダグラス MD-87
- マクドネル・ダグラス DC-10-30
- マクドネル・ダグラス MD-11
- マクドネル・ダグラス MD-11（ムーミンの特別塗装）OH-LGB[32]
- エアバスA300B4
- エアバスA340-300
- エンブラエル 170

## マイレージサービス
フィンエアーではマイレージプログラムとしてFinnair Plus（フィンエアー・プラス）を運営している。フィンエアーの公式サイト上で入会手続きが出来る。
2歳以上であれば誰でも加入することができ、フィンエアーおよびワンワールド加盟航空会社での利用距離に応じて4種類のカードが用意されている（その他に18歳未満のホルダー対象のカードが1種類ある）。2歳から17歳までの乗客は、フィンエアー・プラス・ジュニアプログラムに入会出来る。フィンエアー・プラス・ジュニアの会員資格は、会員が18歳になるまで有効となっており、その後、 ベーシック会員カードに自動的に切り替わる。
ワンワールド加盟航空会社、およびその他の航空会社への搭乗や提携しているホテル、レンタカーなどの利用でポイントをためることができる。なおフィンエアー・プラスでは、航空会社利用でのポイント加算は他社のマイレージサービスで一般的に利用されているマイルによるものではなく、飛行距離1キロメートルにつき1ポイントとして積算する。レベルポイントを貯めることで、フィンエアープラスプログラムの会員レベルがベーシック、シルバー、ゴールド、プラチナと上がる。なお、ポイントの失効期間が設けられており、獲得から3年たったポイントは順次失効する。
2013年にリニューアルされたフィンエアーの航空券のタイプは、『BASIC（50%獲得）』『VALUE（100%獲得）』『PRO（150%獲得）』『BUSINESS SAVER（200%獲得）』『BUSINESS（200%獲得）』の5種類。
2012年5月15日より、フィンエアープラスライフタイムゴールド、またはプラチナレベルの会員資格に達した会員は、フィンエアープラスのレベルに応じた特典について、特典利用期間を廃止し、永久的に特典が利用可能となった。フィンエアープラスライフタイムゴールドレベルには、通算3,000,000レベルポイント、フィンエアープラスライフタイムプラチナレベルには、通算5,000,000レベルポイントを獲得する必要がある。
2012年10月1日より、フィンランド国内線のフライトで、Flybe（フライビー）のフライトを利用すると、特典ポイントに加えて、レベル別ポイントが付与される。航空券に、FlybeのIATAコードである『BE』コードに加えて、フィンエアーの『AY』コード（便名：AY8100〜AY8700）が記載されている、すべてのフライビーのフライトが対象となる。フィンエアー・プラスのすべての通常会員特典も、これらのフライビーのフライトで有効となる。航空券にAYコードが記載されていないフライビーのフライトについても、今後特典ポイントが付与されるようになるが、イギリス発着のフライビーのフライトについては、ポイントは付与されない。
航空券の『航空会社（CARRIER）』欄に提携航空会社の航空会社コードが記載されており、使用される航空機が、「提携航空会社の航空機である場合」に限り、提携航空会社のフライトもポイント付与の対象になる。提携航空会社のフライトで付与されたポイントは、特に指定のない限り、フィンエアー・プラス会員レベル別ポイントには加算されない。

## フィンエアー提携航空会社

### ワンワールド加盟航空会社
- アメリカン航空
- アラスカ航空
- ブリティッシュ・エアウェイズ
- キャセイパシフィック航空
- イベリア航空
- 日本航空
- マレーシア航空
- カンタス航空
- ロイヤル・ヨルダン航空
- S7航空
- カタール航空
- スリランカ航空

### 独自提携航空会社
- ☆＝ ワンワールド（oneworld）加盟予定航空会社・およびワンワールド・アフィリエイトメンバー
- ＊＝ 航空連合非加盟航空会社
- ◆＝ スカイチーム（Sky Team）加盟航空会社
- ◇＝ スターアライアンス（Star Alliance）加盟航空会社
  -  フライビー・フィンランド ☆
  -  アイスランド航空 ＊
  -  サン・エア（英語版） ☆
  -  マルメ・アビエーション（英語版） ＊
  -  ノルウェー・エアシャトル  ＊
  -  ブリュッセル航空 ◇
  -  Flybe ＊
  -  スマートリンクス航空（英語版） ＊
  -  ベラヴィア ＊
  -  クロアチア航空 ◇
  -  プリビレッジ・スタイル（英語版） ＊
  -  エアリンガス ＊
  -  メリディアナ ＊
  -  アエロフロート・ロシア航空 ◆
  -  ロシア航空 ＊
  -  ウラル航空 ＊
  -  中国国際航空 ◇
  -  香港ドラゴン航空 ☆
  -  エールフランス ◆
  -  シティジェット ◆
  -  オップ! ◆
  -  チェコ航空 ◆
  -  ウクライナ国際航空 ＊
  -  バンコク・エアウェイズ ＊
  -  TAP ポルトガル航空 ◇
  -  スイス インターナショナル エアラインズ ◇

### フィンエアー提携鉄道会社
2002年11月18日より、フィンエアーとSBB・スイス連邦鉄道は、コードシェア便を開始した。フィンエアーが運航する、ヘルシンキ＝チューリッヒ線と接続する形で、スイス連邦鉄道の列車が走る、チューリッヒ中央駅（チューリッヒ）、バーゼルSBB駅（バーゼル）、ベルン中央駅（ベルン）、ルツェルン駅（ルツェルン）、ローザンヌ駅（ローザンヌ）間でコードシェアが行われ、フィンエアーのフィンエアー・プラスのマイレージが加算される。利用者は航空券と鉄道の予約のみならず、目的地までのチェックインが一度に可能となった。

## 日本との関係
フィンエアーはヨーロッパの航空会社としては最多の日本への運行本数を設定している。

### 運航便
2025年夏ダイヤでは、4路線週22往復を運航する。すべての便がブリティッシュエアウェイズ、日本航空とコードシェアを実施している。
| 便名       | 路線       | 路線        | 機材             | 備考                                                                                      |
| ---------- | ---------- | ----------- | ---------------- | ----------------------------------------------------------------------------------------- |
| AY061/062  | ヘルシンキ | 東京/羽田   | エアバスA350-900 | 2020年3月就航予定も、遅れて2022年10月に就航。 新客室仕様のエアバスA350-900型機を投入。    |
| AY073/074  | ヘルシンキ | 東京/成田   | エアバスA350-900 |                                                                                           |
| AY067/068  | ヘルシンキ | 大阪/関西   | エアバスA350-900 |                                                                                           |
| AY079/080  | ヘルシンキ | 名古屋      | エアバスA350-900 | 2024年5月30日から名古屋/中部～ヘルシンキ線の運航を再開。                                  |
| 過去の路線 |            |             |                  |                                                                                           |
|            | ヘルシンキ | 札幌/新千歳 | エアバスA330     | 北海道からの唯一の欧州直行便で、2019年12月に就航。 コロナとロシアの領空封鎖により運休中。 |
|            | ヘルシンキ | 福岡        | エアバスA330     | 2019年夏ダイヤまで運行。 コロナとロシアの領空封鎖により運休中。                           |

### 特徴
日本便には日本人客室乗務員が乗務している。東京と大阪に客室乗務員の拠点を置いている。
地理的にフィンランドの首都ヘルシンキは東アジアとヨーロッパ主要都市間の最短ルート上から近い好位置にあるため、日本への飛行時間は約9時間30分と短い。その為、ヨーロッパの都市で日本から直行便が無い都市へは、ヘルシンキ経由の方が同一国間で国内線に乗り継ぐよりも時間のロスが少ない場合がある。ヨーロッパで、ある程度の人口を抱える都市規模でありながら、その都市からのアジアへの直行便としては就航・運航しにくい都市（例として、マンチェスターやハンブルク、また、ニースやフィレンツェなど）から移動する際、一度は乗り換えなければならない旅客を、コンパクトで利便性の高いヘルシンキ・ヴァンター国際空港で乗り換え客の需要を取り込み、また、旅客の移動時間を数時間短縮するという点を広くアピールしており、アジアとヨーロッパの、それぞれに存在する一定規模の都市間の移動需要を、ハブ空港のあるヘルシンキで一度束ねて運航するという戦略を取っている。日本の三大都市圏に就航しているため欧州各都市への乗り継ぎのために滞在する日本人旅行者も多い。

### 歴史
- 1983年4月、週1便で成田線に就航して、日本路線を開設。日本とヨーロッパを史上初めて直行便で結んだ[46]。
- 2006年6月4日  ヘルシンキ-名古屋線をMD-11で開設。週3便で運航開始。欧州の航空会社ではルフトハンザ航空に続く日本の三大都市圏への直行便開設となった。
- 2013年10月16日　ブリティッシュ・エアウェイズと日本航空が2012年10月1日に開始した日本 - 欧州路線における共同事業に加わることについて、国土交通省より独占禁止法適用除外の認可を取得[47]。
- 2016年5月8日　ヘルシンキ-福岡線を運航開始。2016年夏ダイヤ期間の季節便として運航[48]。
- 2019年12月15日　ヘルシンキ-札幌線を運航開始。2019年冬ダイヤ期間の季節便として運航[49]。
- 2022年2月、ロシア連邦軍がウクライナ紛争に介入したことを受け、欧州連合とロシアは相互に領空の飛行を禁止する措置を採った。フィンエアーは同年2月27日から3月6日まで、ロシア上空を通過していた日本路線を欠航させ、3月9日からロシアを迂回するルートで運航を再開した[50]。30年ぶりに北極上空を飛行する北回りが復活したことで、「北極航路通過証明書」も発行している[51]。

## 広告・イメージキャラクター
- 日本で人気の高いムーミンのキャラクターを正規割引航空券の広告[52]や日本路線に投入する機体の特別塗装に起用していた。
- サンタクロース 諸説はあるが、フィンランドを発祥の地としているサンタクロースも存在する。イラストとして機体に特別塗装をされていた時期もあり、フィンランド・サンタクロース・ファンデーション公認のサンタクロースのオフィシャルエアラインとして、公認サンタクロースをサポートしている[53]。
- Angry Birds （2011年 - 2012年）ロングフライトとなるシンガポール便より導入された、フィンランド生まれのモバイルゲームである。ロビオ・エンターテインメントが開発し、世界中でヒットしている。ゲームに登場するキャラクターを特別塗装したエアバス A340-300（機体記号：OH-LQD）が一時期、世界中を飛んでいた[54][55]。
- マリメッコ （2012年 - ）フィンランドを代表するファッションブランドで、人気の『UNIKKO（ウニッコ）』柄[注釈 2]を特別塗装したエアバスA340-300（機体記号：OH-LQD）[56][57]と、フィンランドの森の壮大さと、おとぎ話の世界観を融合させたデザインの、『Metsänväki （メトサンヴァキ）』デザインの、エアバスA330-300（機体記号：OH-LTM）が就航した。2013年春からフィンエアーのすべての旅客機には、マリメッコの典型的パターンが描かれたテキスタイル、テーブルウエアからなるフィンエアーのためのコレクションが取り入れられる[58]。さらに他の旅客機も、2013年春にはマリメッコのデザインをまとう[59]。両社によるコラボレーションの期間中、マリメッコの特別製品がフィンエアーの機内販売、フィンエアー・プラスショップ（Finnair PlusShop）で購入できる[60]。

## 事件・事故
フィンエアーの前身となっていたアエロ時代には、死亡事故が起きている。
- アエロ311便墜落事故（英語版）
1961年1月3日、フィンランドのヴァーサ空港（英語版）から飛び立った国内線のアエロ311便（DC-3型機）が、フィンランドのケヴェヴラックス（英語版）に墜落。乗客乗員25名全員が死亡。これはフィンランドで最悪の航空事故となり、フィンエアー史上においても最悪のものとなった。
- 1963年11月8日、ヘルシンキからトゥルクを経由し、マリエハムンに向かっていたアエロ217便（DC-3型機）が墜落、機体は大破した。この事故で乗員乗客25名のうち22名が死亡した。

しかし、フィンエアーは、217便の事故以降、2019年3月現在まで一度も死者を出す航空事故は起こしていない。このためカンタス航空やキャセイパシフィック航空などと並び、「世界的にも最も安全な航空会社」と言われる希有な航空会社である。
事故以外には、ミサイルでの撃墜未遂事件が発生している。
- 1987年12月23日、成田国際空港からヘルシンキ・ヴァンター国際空港へ向かっていた915便（DC-10-30ER）がノルウェーのエッジ島上空を飛行中にミサイル攻撃を受けた。ミサイルはソ連空軍の戦闘機によって発射されたものと推察されている。

## フィンエアー・カーゴ

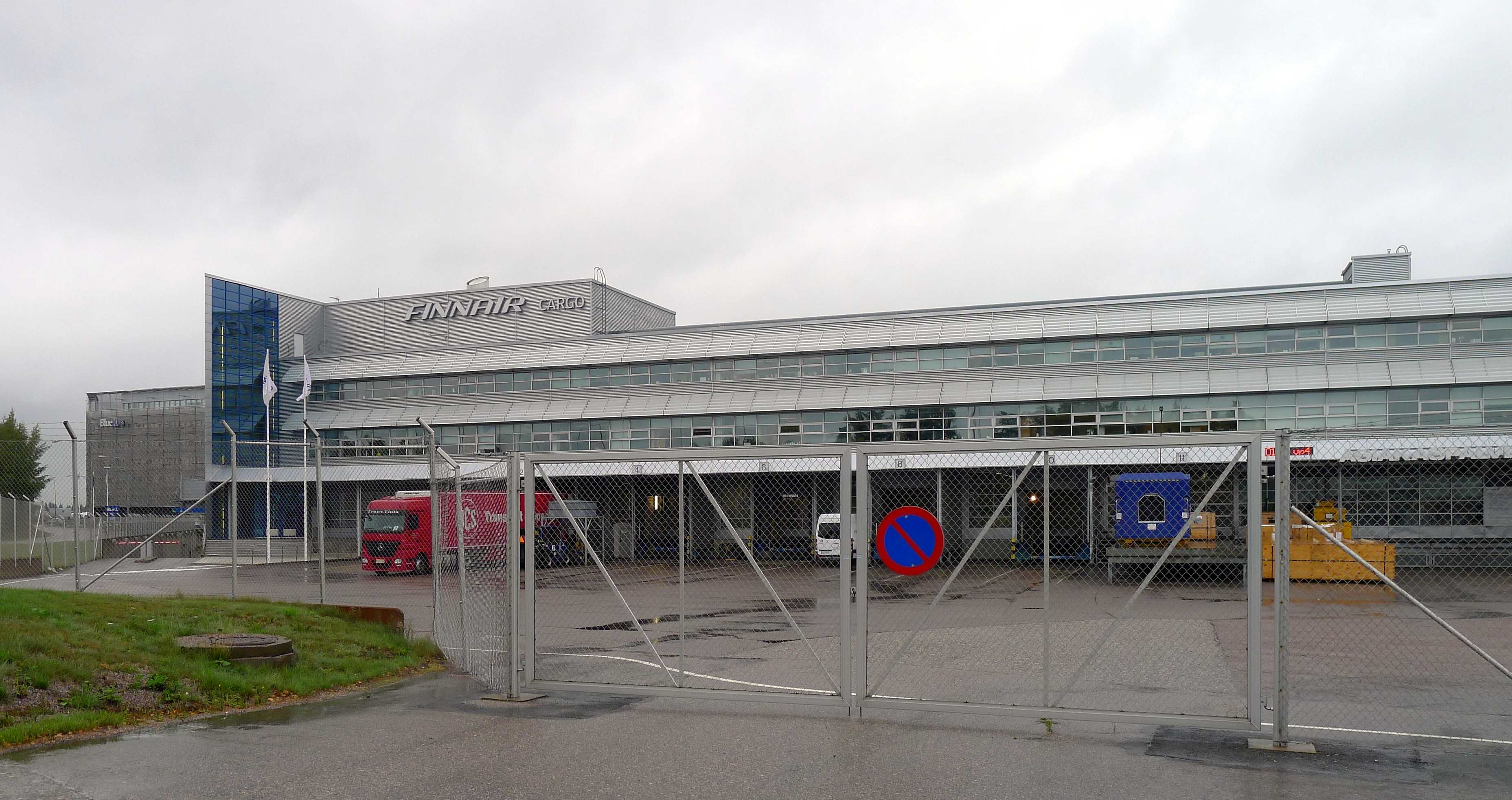
フィンエアー・カーゴ本社ビル（ヘルシンキ・ヴァンター国際空港）

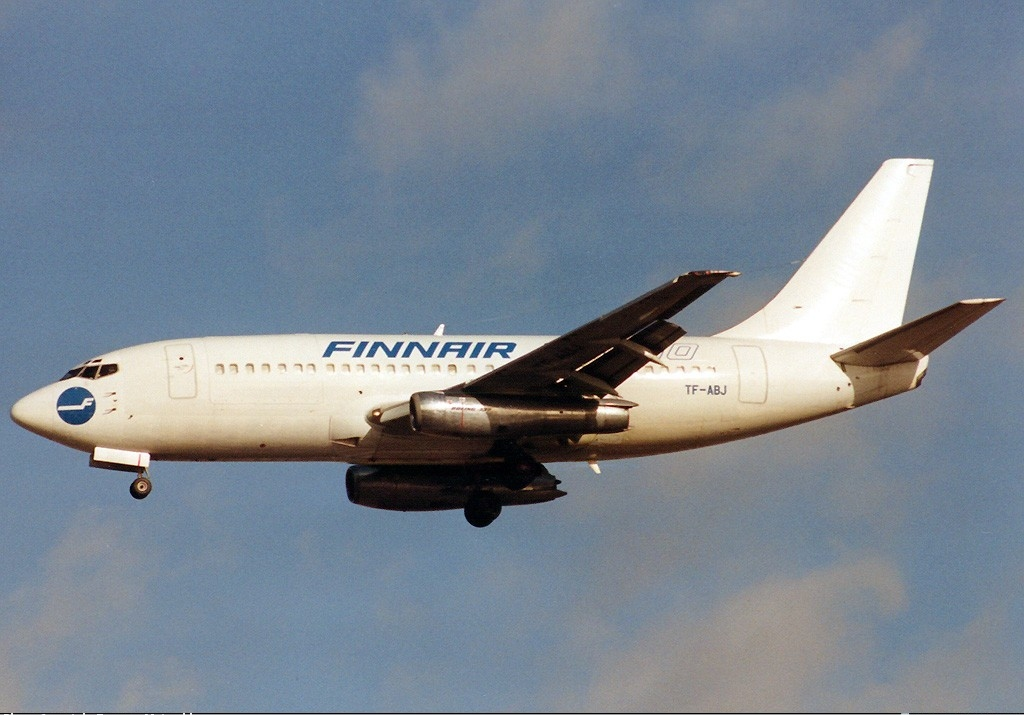
ボーイング737-200F

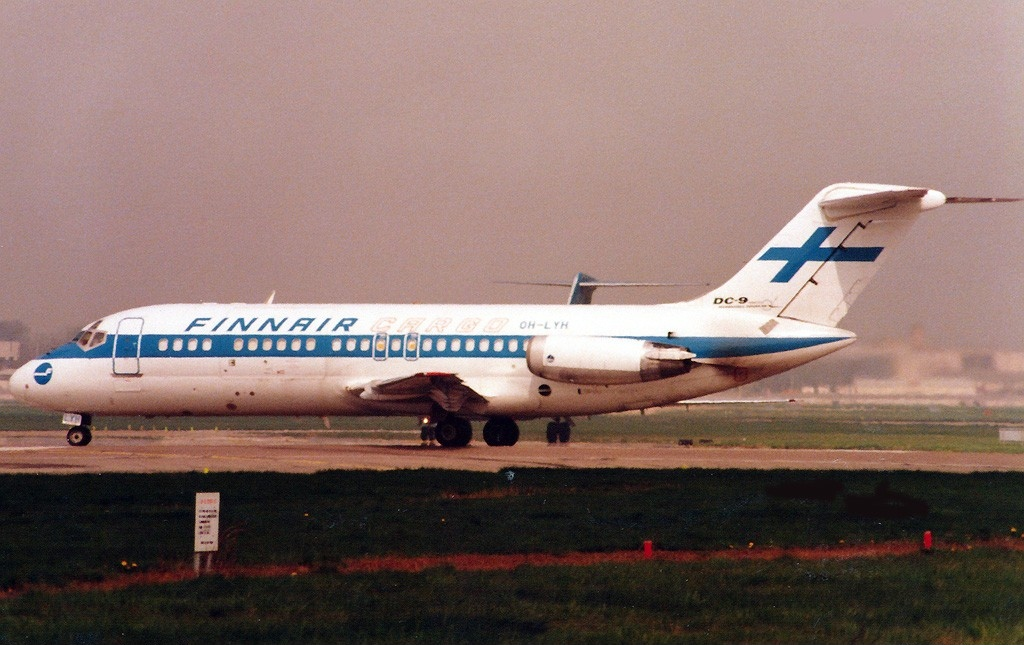
ダグラス DC-9-15F

フィンエアー・カーゴ（Finnair Cargo）は、フィンランド航空の貨物部門で、貨物専用機の運航はフィンエアー・グループのノルディック・グローバル航空が行っている。カーゴキャパシティーは月間平均1,000トン以上。フィンエアー・カーゴ（Finnair Cargo）は世界各地への航空貨物輸送を担っており、毎週150便を超えるフレイターと、RFS（ロードフィーダーサービス）で、委託された貨物はフィンランド航空が各路線で使用している旅客機の貨物室及び、マクドネル・ダグラス（ボーイング）MD-11Fなどの貨物機で、フィンエアー・カーゴ本社があるヘルシンキ・ヴァンター国際空港へ貨物運搬される。
ヘルシンキ経由でヨーロッパとアジアを最短最速で結ぶことにより、飛行距離を短縮し、航空燃料費を削減している。フィンランド国内のフィンエアー機の着陸の内、60〜80％は連続降下進入方式によるもので、不要な旋回や誘導路は使用せず、これにより二酸化炭素排出量の削減を実現している。貨物はヘルシンキ到着当日には、空路、陸路、海路にて各地へ配送される。
2013年4月7日から、ヘルシンキ・ヴァンター国際空港に次ぐ、ヨーロッパにおける貨物のハブ空港として、ベルギーのブリュッセル国際空港を新たに貨物ハブ空港として機能させ、ブリュッセルからは貨物船も使用して貨物を運搬する。2013年6月6日より、マクドネル・ダグラス（ボーイング）MD-11F貨物専用機の運航に加え、ヘルシンキ＝ブリュッセル線で使用しているエアバスA320-200などの旅客機の一部を、エアバスA340-300に大型化し、旅客機の貨物室もさらに活用する事で、アジアとの貨物輸送量増加に対応する。

### 貨物便就航都市
- ヨーロッパ諸国の都市
  - アムステルダム、バルセロナ、ベルリン、ブリュッセル、ブダペスト、デュッセルドルフ、エカテリンブルク、フランクフルト・アム・マイン、グダニスク、ジュネーヴ、ハンブルク、キエフ、ラス・パルマス・デ・グラン・カナリア、リスボン、ロンドン、マドリード、マラガ、マンチェスター、ミラノ、モスクワ、ミュンヘン、パリ、プラハ、バーゼル、ブラチスラヴァ、ブリュッセル、クラクフ、リュブリャナ、ルクセンブルク、ミュルーズ、リガ、ローマ、ヴァレンシア、ウィーン、ワルシャワ、チューリッヒ、サンクトペテルブルク、シュトゥットガルト、タリン、テネリフェ島、ヴィリニュス

- 北アメリカ
  - ハリファックス、ニューヨーク、シカゴ、トロント

- アジア・中東
  - 東京、大阪、名古屋、ソウル、上海、香港、デリー、重慶、バンコク、シンガポール、北京、ドバイ、ムンバイ

- 北欧諸国の都市
  - ベルゲン、マルメ、コペンハーゲン、ヨーテボリ、ヘルシンキ、イヴァロ、ヨエンスー、ユヴァスキュラ、カヤーニ、キッティッラ（英語版）、コッコラ、クオピオ、クーサモ、オスロ、オウル、ポリ、ロヴァニエミ、セイナヨキ、ストックホルム、ヴァーサ

### 貨物便提携会社
- ワールド・エアウェイズ
- JALカーゴ（JAL Cargo Service Co., Ltd.）
- 日航関西エアカーゴ・システム（JLKAS・JAL Kansai Aircargo System Co.,  Ltd.）
- Air Liaison